# La Clinique de la Forêt-Noire
La Clinique de la Forêt-Noire (Die Schwarzwaldklinik) est une série télévisée allemande produite par Polyphon en deux épisodes de 90 minutes et 70 épisodes de 45 minutes, créée par Herbert Lichtenfeld et produite par Wolfgang Rademann, diffusée entre le 22 octobre 1985 et le 25 mars 1989 sur le réseau ZDF.
En France, la série a été distribuée par ITI (International Télé Images) et diffusée à partir du 4 septembre 1987 sur M6 (diffusion hebdomadaire) puis rediffusée sur TF1 au début des années 1990 (diffusion quotidienne), et au Québec, brièvement à partir du 16 septembre 1990 à TQS (automne seulement), ainsi qu'à partir du 9 janvier 1993 sur cette même chaîne (jusqu'à la fin mai).

## Synopsis

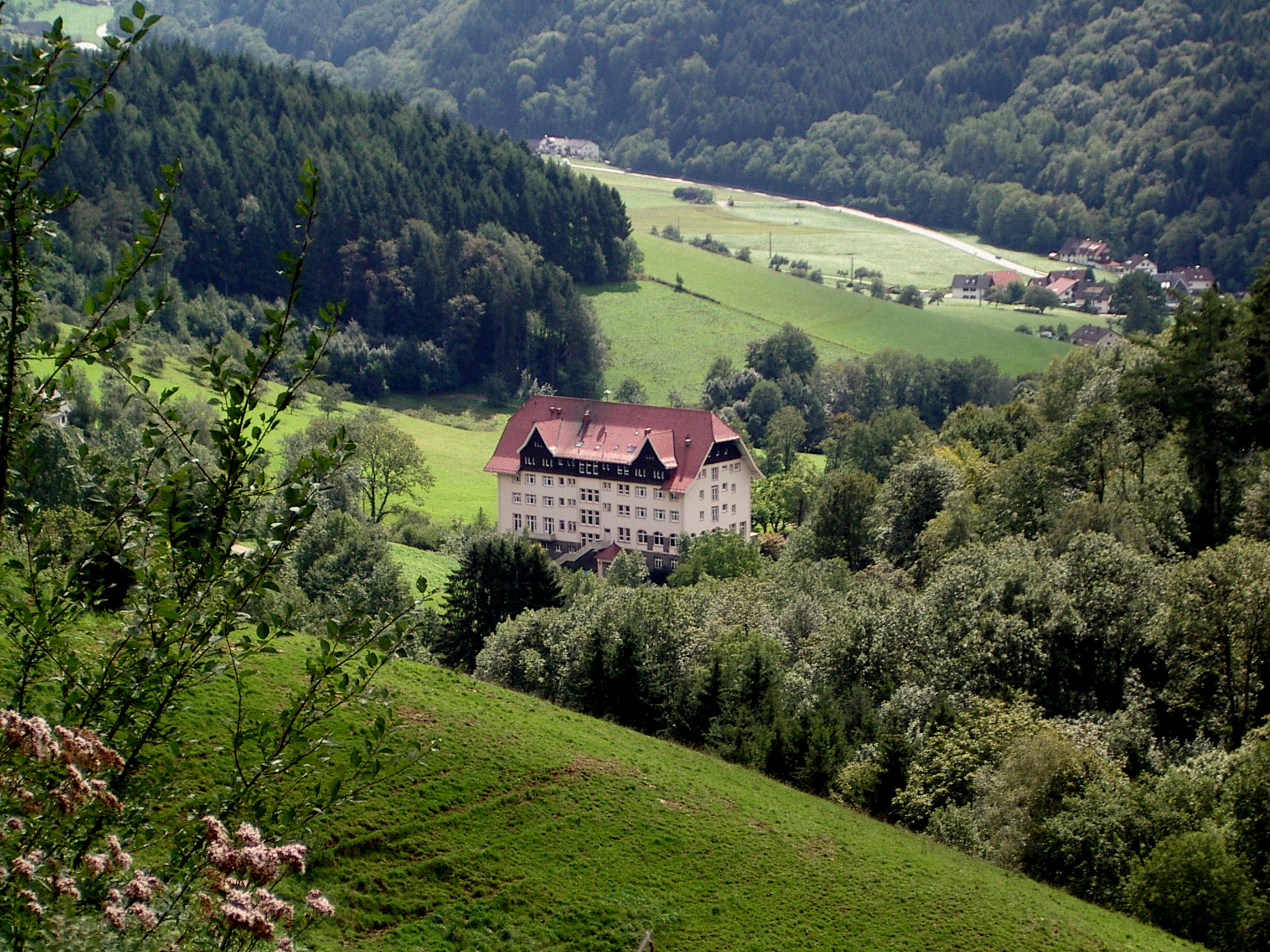
La „Schwarzwaldklinik“ à Glottertal en Forêt-Noire

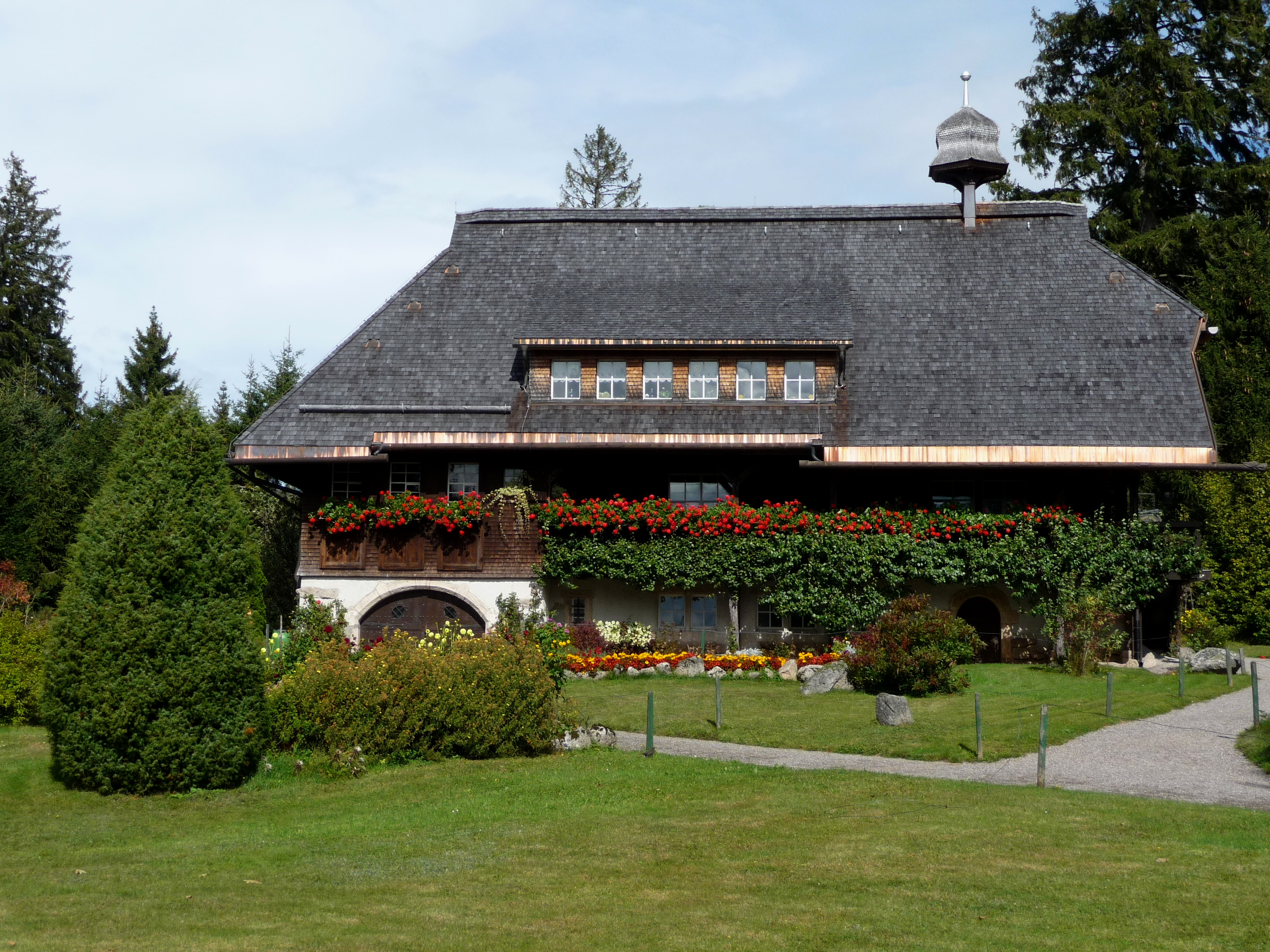
Maison de la famille Brinkmann dans la série. En réalité, c'est un musée local.

Cette série met en scène le quotidien de l'équipe médicale et des patients d'une clinique située dans la Forêt-Noire. La famille du professeur Klaus Brinkmann règne en maître dans cette institution où se côtoient et s’emmêlent les histoires d’amour de l’équipe médicale et les angoisses des patients. Tout est aseptisé et respire le propre dans cette série allemande. Le personnel est agréable, la nature est verdoyante. La série décrit un monde matérialiste idéal où la mort n'existerait pas.

## Distribution
- Klausjürgen Wussow (VF : Jacques Thébault) : Professeur Klaus Brinkmann
- Gaby Dohm (VF : Danielle Volle) : Dr Christa Brinkmann
- Sascha Hehn (VF : François Leccia) : Dr Udo Brinkmann (Hugues Brinkmann en VF)
- Ilona Grübel (de) : Dr Katarina Gessner-Brinkmann
- Eva Maria Bauer : Hildegard Zeisig
- Karin Hardt (VF : Régine Blaess) : Käti
- Heidelinde Weis : Dr Elena Bach (1985)
- Alf Marholm (de) : Alfred Mühlmann
- Barbara Wussow (de) (VF : Catherine Lafond) : Elke
- Raimund Harmstorf : Florian Brinkmann

## Épisodes

### Première saison (1985-1986)
1. Le Retour au pays (Die Heimkehr)
2. Cas de conscience (Hilfe für einen Mörder) 90 minutes
3. Le Globe-trotter (Der Weltreisende)
4. Euthanasie (Sterbehilfe)
5. L'Enlèvement (Die Entführung)
6. La Source miraculeuse (Die Wunderquelle)
7. La Faute (Die Schuldfrage)
8. Le Voleur (Der Dieb)
9. Le Pianiste (Der Kunstfehler)
10. L'Épreuve (Die Mutprobe)
11. Paternité (Vaterschaft)
12. Erreur de diagnostic (Die falsche Diagnose)
13. La Panique - 1re partie (Der Versager - 1)
14. La Panique - 2e partie (Der Versager - 2)
15. Un pieux mensonge (Die fromme Lüge)
16. L'Homme à la valise (Der Mann mit dem Koffer)
17. La Valeur d'une vie (Der Wert des Lebens)
18. La Remplaçante (Hochzeitstag)
19. L'Enfant trouvé (Das Findelkind)
20. Jeu serré (Gewalt im Spiel)
21. À votre santé (Prost, Herr Professor!)
22. Éboulement (Steinschlag)
23. Un enfant, un enfant (Ein Kind, ein Kind, ein Kind)
24. L'Infarctus (Der Infarkt)

### Deuxième saison (1987-1988)
1. La Convalescence (Ein tragischer Unfall)
2. Voyage en Amérique (Die Reise nach Amerika) 90 minutes
3. Un nouvel ami (Der Fremde in der Hütte)
4. L'Aveu (Das Geständnis)
5. Intrigues (Intrigen)
6. Bonheur tardif (Spätes Glück)
7. Une visite (Besuch aus Kanada)
8. La Décision (Udos Entschluss)
9. Le Testament (Das Vermächtnis)
10. Le Retour (Die Heimkehr)
11. Rien que les faits (Nackte Tatsache)
12. La Mort de la vieille dame (Der Tod der alten Dame)
13. L'Héritage (Die Erbschaft)
14. L'Optimisme (Der Optimist)
15. Une amie (Die Freundin)
16. Heureux au jeu (Glück im Spiel)
17. Séparations (Trennungen)
18. Que du bluff (Alles Theater)
19. Où est Katarina ? (Wo ist Katharina?)
20. Le Vieux Monsieur (Der alte Herr)
21. Des problèmes de poids (Gewichtsprobleme)
22. Une journée difficile (Christas schwerster Tag)
23. Des couples heureux (Der Tag der glücklichen Paare)
24. Carola l'ambitieuse (Carola will nach oben)

### Troisième saison (1988-1989)
1. Un nouveau départ (Der Anfang vom Ende)
2. Dent pour dent (Wie du mir, so ich dir)
3. Vie de famille (Familienleben)
4. Permission de sortie (Hafturlaub)
5. À la vie, à la mort (Auf Leben und Tod)
6. Charlatan (Der Quacksalber)
7. Soins gratuits (Arzt zum Nulltarif)
8. Un petit diable (Ein kleiner Teufel)
9. Un malade éminent (Der kranke Professor)
10. Le Conflit (Udos Konflikt)
11. Une femme forte (Eine starke Frau)
12. Benjamin (Sorge um Benjamin)
13. L'argent peut tout (Mit Geld geht alles)
14. Un danger pour Hugues (Gefahr für Udo)
15. Un malade encombrant (Der zudringliche Patient)
16. Bonne initiative (Die Rentnerinitiative)
17. Arrêt cardiaque (Herzstillstand)
18. Le Soupçon (Arzt unter Verdacht)
19. La Peur (Ein Mädchen in Angst)
20. Rivalités (Rivalen)
21. La Chute du voisin (Sturz mit Folgen)
22. Don d'organe (Nierenspende)
23. Transplantation (Transplantation)
24. Un mariage compliqué (Hochzeit mit Hindernissen)

## Commentaires
- Cette très coûteuse production (plus de 250 personnages, 2 300 figurants, tournages dans de véritables blocs opératoires…), "Dallas allemand" des années 1980, a connu un immense succès non seulement en Allemagne avec plus de 27 millions de téléspectateurs[1] mais également dans le monde entier où elle fut diffusée dans 40 pays et traduite en 37 langues. Des légions de touristes n’hésitent pas à se déplacer à Glottertal dans la Forêt-Noire pour y visiter la fameuse clinique.
- Un épisode diffusé en février 1986 montrant une scène de viol d'une adolescente par deux hommes, a fait l'objet d'une vague de plaintes à ZDF, qui a décidé d'annuler la rediffusion du lendemain après-midi[2].
- D'un point de vue médical, tournée sous la vigilance de chirurgiens conseillers, les scènes d’opérations montrent le travail des professionnels avec le maximum de réalisme.
- La série a été réalisée entièrement par Hans-Jürgen Tögel et Alfred Vohrer[3].